# Licantrofilia
Licantrofilia es el séptimo álbum de estudio de la banda española de heavy metal Lujuria y fue publicado en 2008 por Maldito Records.
Este álbum fue grabado en 2008 en los estudios CUBE, ubicados en la ciudad de Madrid, España y fue masterizado por Martín Toledo en los estudios La Nave de Oseberg en Buenos Aires, Argentina.
La banda retomó en este disco la temática de erotismo sarcástico que los caracterizaba, aunque incluyó varias melodías que tuvieron otro significado, es decir, hablaban de otras situaciones. Lujuria dedicó el tema «Escúchame» a la lucha que llevó la Asociación de Parapléjicos y Grandes Minusválidos a favor de que el viagra fuera financiado por la Seguridad Social de España. Además, Licantrofilia enlista la canción «Qué es mejor» de Shalom como homenaje a dicha banda.
El baterista César de Frutos y la teclista Nuria de la Cruz abandonaron la banda y fueron sustituidos por Maikel y Ricardo Minguez, siendo estos últimos los que grabaron esta producción.
En el mismo año de la publicación de disco compacto, fueron lanzadas 500 unidades de una edición especial limitada de Licantrofilia en formato de disco de vinilo.

## Lista de canciones
Todas las canciones fueron escritas por Lujuria, a excepción de «Qué es mejor».

| Side one |                                  |          |  |
| N.º      | Título                           | Duración |  |
| 1.       | «Cae la máscara»                 | 4:15     |  |
| 2.       | «Licantrofilia»                  | 4:46     |  |
| 3.       | «Cuerpo de mujer»                | 4:21     |  |
| 4.       | «Las tablas de Moi-Sex»          | 3:56     |  |
| 5.       | «Tigresa blanca»                 | 4:19     |  |
| 6.       | «Arañando el cielo»              | 4:57     |  |
| 7.       | «Escúchame»                      | 3:27     |  |
| 8.       | «Prisionera»                     | 5:24     |  |
| 9.       | «Viejo rockero»                  | 4:52     |  |
| 10.      | «Qué es mejor» (cóver de Shalom) | 3:39     |  |
| 11.      | «Goliardos»                      | 6:07     |  |

## Créditos

### Lujuria
- Óscar Sancho — voz
- Julio Herranz — guitarra rítmica
- Jesús Sanz — guitarra líder
- Javier Gallardo — bajo
- Maikel — batería
- Ricardo Minguez — teclados

### Personal técnico
- Alberto Seara — productor
- Martín Toledo — masterizador
- Walter Cabrera — trabajo artístico
- Kike Muñiz — diseño de concepto
- Thais Rojano — fotografía